# 1996 WA
1996 WA är en asteroid i huvudbältet som upptäcktes den 16 november 1996 av den japanska astronomen Takao Kobayashi vid Ōizumi-observatoriet.
Asteroiden har en diameter på ungefär 3 kilometer.